# Lösestunde
Als Lösestunde, oder auch Wechselstunde bezeichnete man im frühen Bergbau einen Zeitabschnitt, der für die Beendigung einer Arbeitsschicht und den Beginn der Nachfolgeschicht durch eine neue Bergarbeitermannschaft benötigt wurde. Die Bezeichnung Lösestunde wurde von dem Begriff „lose Stunde“, das bedeutet freie Stunde, abgeleitet. Wechselstunde wurde von der Tätigkeit des einander abwechseln abgeleitet.

## Anwendung
Die Schichtzeiten waren im frühen Bergbau genau geregelt. Die Schicht dauerte in der Regel entweder acht oder zwölf Stunden. Sie begann um 4°° Uhr oder 5°° Uhr morgens und dauerte, je nach Schichtlänge, bis 16°° Uhr bzw. 17°° Uhr. Schichtbeginn, Schichtende und die Pausenzeiten wurden durch einen Glockenschlag angekündet. Um 11°° Uhr wurde die Arbeit unterbrochen und die Bergleute hatten eine einstündige Pause. Für die Zeit der Pause fuhren sie über Tage. Dieser Zeitabschnitt wurde als Aufsetzstunde oder Lösestunde bezeichnet. Eine andere Bezeichnung für diesen Zeitabschnitt war auch Legestunde. Während dieser Zeit konnten die Bergleute ihre Mahlzeiten zu sich nehmen oder sich von der Arbeit ausruhen. Um die Arbeitskraft der Bergleute noch effektiver einsetzen zu können, wurde, falls erforderlich, der Tag in vier Schichten zu je sechs Stunden aufgeteilt. Hierbei begann dann die Lösestunde mit dem Schichtwechsel.